# Động vật trong thể thao

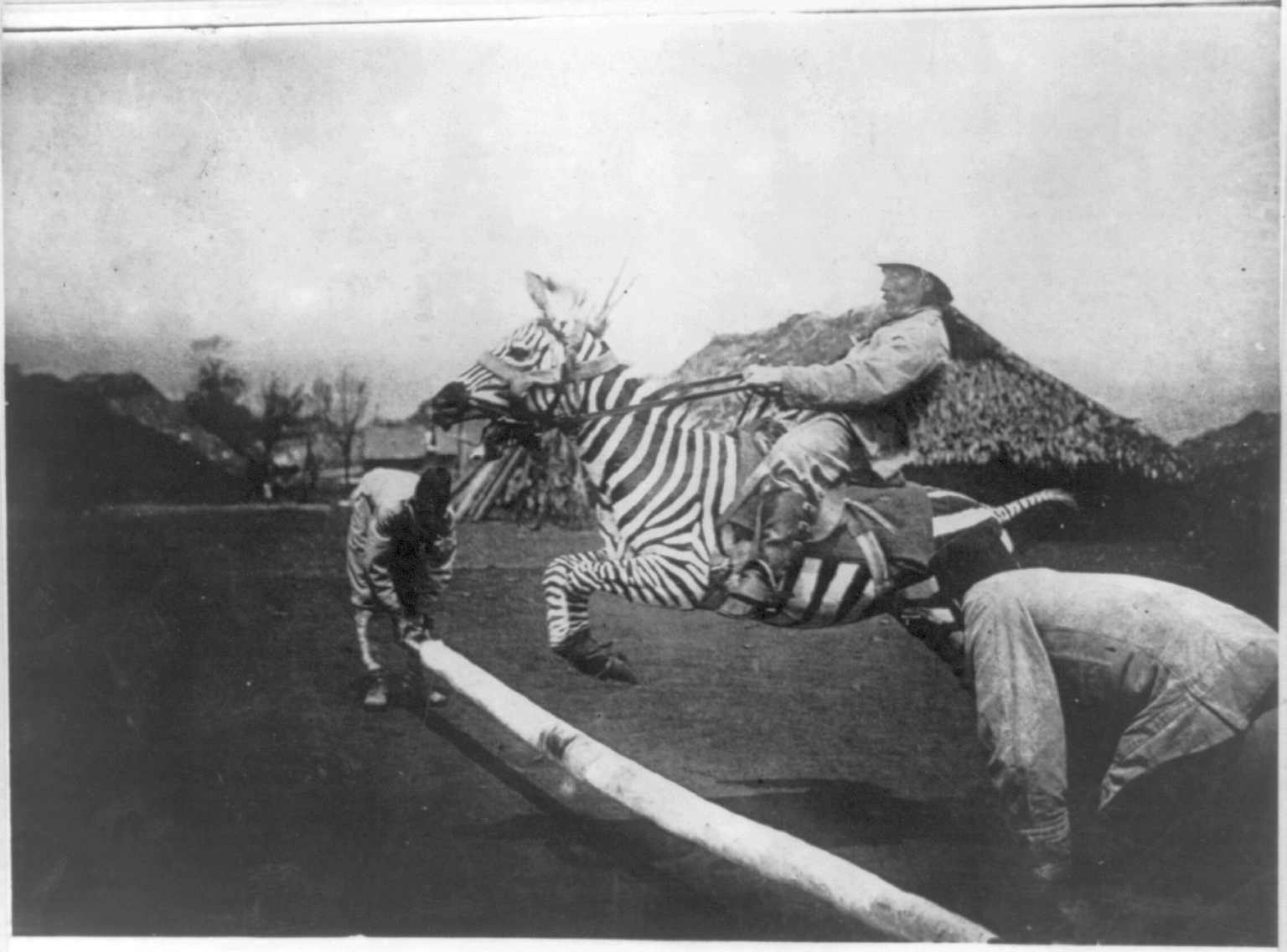
Người đàn ông cưỡi ngựa vằn thuần hóa nhảy qua hàng rào ở Đông Phi. Ảnh giữa năm 1890 và 1923

Động vật trong thể thao hay động vật thể thao là một hình thức cụ thể của việc bắt buộc động vật làm việc, theo đó các loài động vật sẽ tham gia vào các môn thể thao, thông thường là các môn thể thao mang tính cạnh tranh để phục vụ cho mục đích giải trí, tiêu khiển hay cá cược của con người. Nhiều loài động vật, ít nhất là trong nhiều môn thể thao mang tính thương mại, được huấn luyện với mức độ cao và chuyên nghiệp (chẳng hạn như đua ngựa, đua chó, đá gà). Hai trong số các loài động vật phổ biến nhất trong thể thao là ngựa và chó, ngoài ra còn có thể kể đến như gà chọi, dế....

## Thể loại
Có rất nhiều loại sự kiện thể thao động vật, với mức độ tham gia khác nhau từ con người. Một số là chỉ duy nhất giữa các loài động vật trong khi những người khác sử dụng động vật trong một vai trò thấp hơn. Hầu hết các môn thể thao liên quan đến quá trình huấn luyện động vật, trong khi một số cũng có thể liên quan đến chọn lọc trong chăn nuôi (chọn giống). Có một số sự kiện quy mô lớn bao gồm động vật trong một loạt các môn thể thao hoặc một số dưới hình thức lễ hội. Một môn thể thao gọi là Rodeo có thể bao gồm nhiều môn thể thao khác nhau, từ cưỡi bò đến đeo bám. Một số loại đua động vật nổi tiếng nhất có thể là đua ngựa, đua chó (đua chó Greyhound), đua bồ câu, đua lạc đà, và (kể cả đua la chủ yếu diễn ra ở một số vùng của California) cũng như nhiều hơn.

### Đua thú
Đua thú hay đua động vật là hình thức phổ biến nhất của môn thể thao liên quan đến động vật, đặc biệt là đua ngựa. Đây là hình thức người ta cho các cá thể của cùng một giống loài đưa tốc độ với nhau xem con nào đến đích trước. Một số sự kiện đua thú trực tiếp liên quan đến con người như người cùng tham gia đua trong khi những người khác nhìn thấy cuộc đua động vật một mình. Trong một số môn thể thao, người đua không trực tiếp cưỡi động vật, thay vào đó được kéo theo, ví dụ về điều này bao gồm đua xe ngựa, đua chó kéo xe và phổ biến Hy Lạp cổ đại và môn thể thao đế chế La Mã của đua xe ngựa. Đua chó Greyhound một hình thức phổ biến của đua thú, ngày trở lại những năm 1800 tại Hoa Kỳ, sau khi những con chó đã được đưa từ châu Âu để giúp kiểm soát số lượng thỏ. Những môn đua thú nổi tiếng như đua ngựa, đua chó, đua dê, đua lợn cho đến đua rùa, đua ốc sên.

### Chọi thú
Chọi thú là hành động của hai hay nhiều loài động vật chiến đấu với nhau (đánh nhau, húc nhau, cắn xé lẫn nhau), chẳng hạn như đá gà và chọi chó được xem là tàn nhẫn và do đó là bất hợp pháp. Một số trận đấu động vật hợp pháp diễn ra trên khắp thế giới, bao gồm đấu bò cái và đấu vật lạc đà. Ngoài ra còn có một số hình thức thể thao hợp pháp nơi con người chiến đấu với động vật, chẳng hạn như đấu bò có lịch sử lâu đời trong truyền thống Tây Ban Nha và Bồ Đào Nha. Không phải tất cả các loài động vật đều phải là loài to lớn, tuy nhiên, với môn chọi dế là môn thể thao phổ biến (mặc dù bất hợp pháp khi đánh bạc) ở Macau và Hồng Kông.
Có một số môn thể thao đẫm máu khác trong lịch sử được dự định là giải trí, nhiều trong số đó liên quan đến việc săn mồi của chó hay còn gọi là trò mồi chó. Nhiều loại động vật khác nhau đã được đặt vào một cái hố, đôi khi gắn liền với một tấm bài, và được đặt vào bởi những con chó để chúng cắn xé lẫn nhau. Các động vật tham gia vào chiến đấu động vật thường được đặc biệt lai tạo cho sức mạnh và khả năng chịu đựng. Một số hình thức chọi thú có thể kể đến như đá gà, chọi chó, chọi dế, chọi nhện, chọi cá, chọi chim, chọi lợn, chọi dê, chọi cừu, chọi ngựa, đấu vật lạc đà.

### Săn bắn
Săn bắn bắt đầu như là một thành phần quan trọng của xã hội săn bắn hái lượm, là một nguồn thực phẩm quan trọng. Thuần hóa động vật và sự phát triển của nông nghiệp làm giảm nhu cầu săn bắt, với thức ăn dễ dàng hơn. Săn bắn đã trở thành một môn thể thao cho những người trong các tầng lớp xã hội cao. Ở hầu hết các vùng của châu Âu thời trung cổ, tầng lớp thượng lưu (tầng lớp quý tộc và giáo sĩ cao hơn) được hưởng đặc quyền duy nhất để săn lùng trong những khu vực nhất định của một lãnh địa phong kiến, các môn săn bắn này gồm săn cáo, săn thỏ, săn hươu, săn thủy cầm.
Săn bắn nguy hiểm, như đối với việc săn sư tử, săn hổ, săn gấu, săn sói, săn bò rừng hoặc săn lợn rừng, người ta thường trên lưng ngựa hoặc voi (hoặc từ một xe ngựa, như ở Ai Cập và Lưỡng Hà, Ấn Độ) cũng có chức năng tương tự như các giải đấu và thể thao đầy nam tính: một trò tiêu khiển đáng kính, có sức cạnh tranh để giúp các kỹ năng hành động quý tộc của chiến tranh trong thời bình yên. Ở La Mã cổ đại, "Venatio" là một hình thức giải trí khiến con người chống lại thú vật trong một đấu trường. Trong thời hiện đại, săn bắn thường là hợp pháp miễn là thợ săn có giấy phép, mặc dù có một số hình thức không được kiểm soát ở một số quốc gia. Động vật có thể ở hai bên của một cuộc săn, hỗ trợ những thợ săn hoặc bị săn lùng.

### Khác
Thi đấu động vật cũng là hình thức thể thao động vật. Có một số sự kiện cạnh tranh không liên quan đến động vật. chẳng hạn như trò mã cầu (Polo) là một ví dụ, với đối thủ cạnh tranh đánh một quả bóng với gậy khúc côn cầu trong khi trên lưng ngựa. Tượng cầu (Elephant polo) bắt đầu từ đầu thế kỷ 20 khi các thành viên của tầng lớp quý tộc Anh ở Nepal bắt đầu chơi thể thao. Câu cá thể thao là hơi khác với các môn thể thao khác và thường là một trò tiêu khiển hoặc sở thích. Tuy nhiên, nó cũng có thể là một môn thể thao cạnh tranh.